# کومسومولسک (باشقیرستان)
کومسومولسک (انگلیسی: Komsomolsk, Republic of Bashkortostan) یک شهرک در شهرستان اوچالینسکی استان باشقیرستان کشور روسیه است.